# Dromore West
Dromore West är en ort i republiken Irland.   Den ligger i grevskapet Sligo och provinsen Connacht, i den norra delen av landet, 200 km nordväst om huvudstaden Dublin. Dromore West ligger 54 meter över havet och antalet invånare är 218.
Terrängen runt Dromore West är huvudsakligen platt, men åt sydost är den kuperad. Havet är nära Dromore West åt nordost.Runt Dromore West är det glesbefolkat, med 15 invånare per kvadratkilometer. Närmaste större samhälle är Inishcrone, 14,0 km väster om Dromore West. 